# Gauville (Orne)
Gauville è una comune delegato di 596 abitanti del comune francese di La Ferté-en-Ouche, situato nel dipartimento dell'Orne nella regione della Normandia. Già comune autonomo, il 1º gennaio 2016 è stato accorpato agli altri comuni soppressi di Anceins, Bocquencé, Couvains, La Ferté-Frênel, Glos-la-Ferrière, Heugon, Monnai, Saint-Nicolas-des-Laitiers e Villers-en-Ouche per costituire il nuovo comune.

## Società

### Evoluzione demografica
Abitanti censiti